# Panissage
Panissage korábbi község (település) Franciaországban, Isère megyében. 2019. január 1-jén Virieu községgel egyesült és Val-de-Virieu új község része lett.
Lakosainak száma 445 fő (2018. január 1.). Panissage Virieu, Blandin, Chélieu és Doissin községekkel határos.

## Népesség
A település népességének változása:
| Lakosok száma | 253  | 265  | 292  | 353  | 414  | 448  | 440  | 459  | 446  | 445  |
|               | 1968 | 1975 | 1982 | 1999 | 2006 | 2011 | 2013 | 2016 | 2017 | 2018 |